# 土岐市文化プラザ
土岐市文化プラザ（ときしぶんかプラザ）は、岐阜県土岐市にある複合施設（多目的ホール・公民館）。
指定管理者制度を導入しており、公益財団法人土岐市文化振興事業団が管理運営する。

## 施設概要
- サンホール
  - 音楽、演劇、式典などに利用できるホール。座席数1,506人。舞台は、間口18ｍ、奥行18ｍ、高さ8ｍ。
- ルナホール
  - 音楽、演劇、講演会、展示会などに利用できるホール。座席数300人。舞台は、間口10ｍ、奥行4.5ｍ、高さ5ｍ。
- 展示室
- 練習室（1 - 3）
- 研修室（1 - 5）
- 特別会議室
- 和室
- 視聴覚室
- 楽屋（1 - 8）
- 楽屋応接室
- 楽屋事務室

## 利用案内
- 利用時間：9:00 - 21:00
- 休館日：月曜日（祝日と重なるときは翌火曜日）、年末年始（12月29日～1月4日）

## 交通アクセス

### 公共交通機関
- JR中央本線 土岐市駅下車、徒歩で約12分。
- 東鉄バス土岐プレミアム・アウトレット線、土岐 = 下石 = 駄知線、土岐 = 妻木線、土岐 = 笠原線「土岐市役所前」バス停より徒歩で約2分。

### 自動車
- 中央自動車道 土岐ICより車で約10分。
- 東海環状自動車道 土岐南多治見ICより車で約10分。

## 周辺
- 土岐市役所
- 土岐市立土岐津小学校
- 土岐市立土岐津中学校
- 土岐市図書館
- 土岐市駅
- 土岐川